# Первичная полость тела
Перви́чная полость тела, или схизоце́ль (иногда гемоце́ль, псевдоцeль) — пространство между внутренними органами у некоторых многоклеточных животных. В отличие от вторичной полости не имеет собственной эпителиальной выстилки и ограничена непосредственно окружающими тканями и органами.

## Особенности формирования
В литературе часто можно встретить ошибочное мнение о том, что первичная полость тела является производной полости бластулы. Однако в подавляющем большинстве случаев схизоцель формируется в эмбриогенезе как новообразование, за счет расхождения или распада клеток.

## Первичнополостные животные
Группы с хорошо развитой первичной полостью тела, не обладающие при этом целомом, объединяются во внесистематическую группировку первичнополостные черви, в которую входят нематоды, волосатики, скребни, коловратки, приапулиды, киноринхи, лорициферы и некоторые другие таксоны. У членистоногих первичная и вторичная полости тела в эмбриогенезе сливаются, формируя миксоцель. Кроме того, полости, соответствующие схизоцелю, могут иногда формироваться и у паренхиматозных животных — например, у некоторых плоских червей.

## Функции первичной полости тела
Чаще всего схизоцель, заполненный жидкостью, выполняет опорную (гидроскелетную) и транспортную (распределительную) функцию. В некоторых случаях первичная полость тела может брать на себя и другие задачи. Например,  у самок скребней в схизоцеле созревают половые продукты,  а после копуляции там же происходит оплодотворение. У  коловраток, имеющих  обширную полость тела,  внутрь неё может вворачиваться пищедобывательный аппарат; внутрь первичной полости тела также вворачивается интроверт головохоботных.